# Договор о мире и принципах взаимоотношений между РФ и ЧРИ
Договор о мире и принципах взаимоотношений между РФ и ЧРИ — мирный договор, подписанный 12 мая 1997 года в Москве президентом ЧРИ Асланом Масхадовым и президентом РФ Борисом Ельциным, который предусматривал решение спорных вопросов исключительно мирным путём в соответствии с принципами норм международного права. Правительства РФ и ЧРИ заключили соглашение, касавшееся выплат пенсий, пособий, зарплат, компенсаций, восстановления объектов жизнеобеспечения и социально-экономического комплекса ЧРИ, а также Договор о взаимодействии в сфере таможенного дела. Характеризуя суть документа, глава российского государства отметил, что он «ставит точку в войне и противостоянии 400-летней давности» между сторонами.

## Текст договора
Договор о мире и принципах взаимоотношений между Российской Федерацией и Чеченской Республикой Ичкерия

Высокие договаривающиеся стороны, желая прекратить многовековое противостояние, стремясь установить прочные, равноправные, взаимовыгодные отношения, договорились:
1. Навсегда отказаться от применения и угрозы применения силы при решении любых спорных вопросов. 

2. Строить свои отношения в соответствии с общепризнанными принципами и нормами международного права, при этом стороны взаимодействуют в сферах, определяемых конкретными соглашениями. 

3. Договор является основой для заключения дальнейших договоров и соглашений по всему комплексу взаимоотношений.

4. Договор составлен в двух экземплярах, причем оба экземпляра имеют равную юридическую силу.

5. Настоящий договор вступает в действие со дня подписания.
ПРЕЗИДЕНТ РОССИЙСКОЙ ФЕДЕРАЦИИ (подпись) Б. Ельцин

ПРЕЗИДЕНТ ЧЕЧЕНСКОЙ РЕСПУБЛИКИ ИЧКЕРИЯ (подпись) А. Масхадов

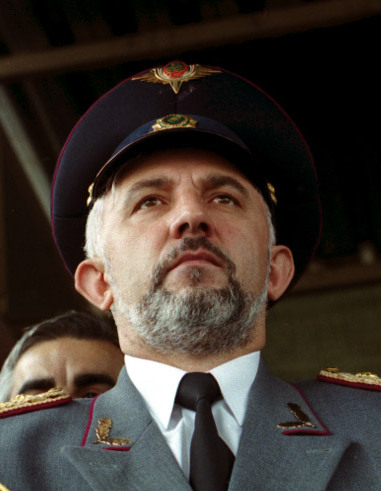
Аслан Масхадов

Руководствуясь этим договором, в тот же день Виктор Черномырдин и Аслан Масхадов подписали межправительственное соглашение, предусматривающее развитие взаимовыгодного экономического сотрудничества и создание условий для заключения полномасштабного договора между Российской Федерацией и Чеченской Республикой Ичкерия. Документ, в частности, предусматривает первоочередное восстановление объектов жизнеобеспечения Чечни, выплату населению пенсий и социальных пособий, освобождение всех насильственно удерживаемых лиц.

## Мнения
Американский юрист профессор Бойл расценивает это как признание Россией независимости ЧРИ де-факто. Он основывается на том, что в тексте договора официально употреблялся термин «Чеченская республика Ичкерия», что договор содержал ссылки на международное право как на основу двусторонних отношений и целиком был составлен по форме межгосударственных договоров; эта точка зрения оспаривается другими американскими юристами, указывающими, что ссылки на международное право содержатся и в договорах между РФ и субъектами федерации (например, Татарстаном), при том, что договор не был ратифицирован парламентом — процедура, обязательная для международных договоров и для договоров внутри федерации.
Усман Ферзаули, который в 2000 году занимал пост посла Ичкерии в Дании, в интервью Радио «Свобода» заявил:

Безусловно Россия, подписывая в мае 1997 года Договор о мире с Чеченской Республикой Ичкерия де-факто признала Чеченскую Республику Ичкерия. Мы имеем право считать себя субъектом международного права. Поэтому подписывая или уже подписав Женевские конвенции и два дополнительных протокола мы берём на себя чрезвычайно большую нагрузку. В военных условиях это большая смелость — взять на себя международные обязательства.
Юрист Сайдрахман Мусаев считает:

По мнению ряда наблюдателей, договор, подписанный Ельциным и Масхадовым, в принципе означал, что Россия де-факто признаёт независимость ЧРИ. В «Договоре» указывалось, что Россия и Ичкерия будут строить свои отношения «в соответствии с общепризнанными принципами и нормами международного права», что фактически означало признание независимости ЧРИ. Иначе в документе было бы указано, что всё будет решаться на основе Конституции Российской Федерации.
Усиков Анатолий Васильевич, Спирин Алексей Николаевич, Божедомов Борис Александрович (Локальные войны и вооружённые конфликты XX—XXI вв.)
Развитие событий на Северном Кавказе после 1996 года показало, что уступки федерального центра, зафиксированные принятыми в Хасавюрте «Принципами определения основ взаимоотношений между Российской Федерацией и Чеченской Республикой Ичкерия» и совместным заявлением, провозгласившим, что на них будет строиться дальнейший переговорный процесс, не привели к урегулированию конфликта. Надежды на то, что после выборов президента Чеченской Республики Ичкерия (ЧРИ) 27 января 1997 года ситуация в ней стабилизируется, не оправдались.